# Lilo & Stitch
Lilo & Stitch là một phim hoạt hình của Walt Disney Pictures phát hành năm 2002. Phim kể về các chuyến phiêu lưu đi tìm các thí nghiệm thất lạc của Lilo và chú chó Stitch và là một trong số những bộ phim hoạt hình nổi bật nhất của Disney. Chris Sanders và Dean DeBlois đã cùng nhau viết kịch bản và đạo diễn bộ phim. Lilo & Stitch đã nhận được đề cử cho Giải Oscar cho phim hoạt hình hay nhất năm 2002, giải thưởng sau đó đã thuộc về Vùng đất linh hồn (Bản Tiếng Anh của Spirited Away cũng được phát hành bởi Walt Disney Pictures).
Các phần tiếp theo của bộ phim, Stitch! The Movie, Lilo & Stitch 2: Stitch Has a Glitch và Leroy & Stitch đã được sản xuất để phát hành thẳng dưới dạng đĩa hình. Một loạt phim truyền hình, Lilo & Stitch: The Series cũng được sản xuất cho kênh Disney Channel.

## Nội dung
Nhà khoa học xấu xa ngoài hành tinh Dr. Jumba Jookiba tạo ra những sinh vật độc ác. Điều này đi ngược với luật pháp của hành tinh của ông, nên ông bị bắt giữ. Một thí nghiệm mang số 626 đã thoát khỏi hành tinh và bay tới Trái Đất bằng tàu vũ trụ, đến Trái Đất.
Ở Trái Đất, cô bé Lilo đã nghĩ thí nghiệm 626 là một con chó nên đặt tên là Stitch và nhặt về nuôi. Lilo đang sống ở Hawaii với chị gái Nani vì ba mẹ cô bé đã mất trong một tai nạn ô tô. Stitch, ban đầu, với bản tính hoang dã, đã gây ra vụ hỗn loạn tại nhà hàng khiến Nani bị mất việc.
Stitch trở thành bạn thân nhất của Lilo. Cô bé cố gắng dạy Stitch trở nên ngoan ngoãn và tốt. Lilo dùng nhạc của Elvis Presley để dạy Stitch. Stitch đã học được rằng "'Ohana' nghĩa là gia đình. Gia đình nghĩa là không ai bị bỏ rơi hay bị lãng quên."
Sau đó,những thí nghiệm của Jumba do bị Dr.Hamsterviel, một nhà bác học xấu xa khác, đánh cắp. Nhưng lại trốn xuống Trái Đất, nên Lilo và Stitch có nhiệm vụ là tìm kiếm các thí nghiệm khác trước khi Hamsterviel sử dụng chúng vào việc xấu.

## Diễn viên
- Daveigh Chase lồng tiếng cho Lilo
- Chris Sanders lồng tiếng cho Stitch
- Tia Carrere lồng tiếng cho Nani
- David Ogden Stiers lồng tiếng cho Dr. Jumba Jookiba
- Kevin McDonald lồng tiếng cho Agent Pleakley
- Ving Rhames lồng tiếng cho Cobra Bubbles
- Zoe Caldwell lồng tiếng cho Grand Councilwoman
- Jason Scott Lee lồng tiếng cho David Kawena
- Kevin Michael lồng tiếng cho Captain Gantu
- Susan Hegarty lồng tiếng cho Rescue Lady

## Phản hồi
Trong tuần đầu phát hành, bộ phim đứng thứ hai trong bảng xếp hạng phim ăn khách với 35.260.212 đô la Mỹ. Bộ phim thu được tổng cộng 273.144.151 đô la Mỹ trên toàn thế giới.
Lilo & Stitch nhận được rất nhiều lời khen ngợi từ các nhà phê bình và người xem phim chiếu rạp. Đây là bộ phim duy nhất của Disney từ năm 2000 cùng một lúc nhận được đánh giá tốt và thu lợi nhuận ngay trong thời gian chiếu rạp. Bộ phim nhận được số điểm 86% tại trang web bình luận phim Rotten Tomatoes.

## Bài hát
Album nhạc phim được phát hành năm 2002.
| #  | Tên                           | Singing by                                                      |
| -- | ----------------------------- | --------------------------------------------------------------- |
| 1  | "Hawaiian Rollercoaster Ride" | Mark Keali'i Ho'omalu, The Kamehameha Schools Children's Chorus |
| 2  | "Stuck on You"                | Elvis Presley                                                   |
| 3  | "Burning Love"                | Wynonna                                                         |
| 4  | "Suspicious Minds"            | Elvis Presley                                                   |
| 5  | "Heartbreak Hotel"            | Elvis Presley                                                   |
| 6  | "Devil in Disguise"           | Elvis Presley                                                   |
| 7  | "He Mele No Lilo"             | Mark Keali'i Ho'omalu                                           |
| 8  | "Hound Dog"                   | Elvis Presley                                                   |
| 9  | "Can't Help Falling in Love"  | A*Teens                                                         |
| 10 | "Stitch to the Rescue"        | Score                                                           |
| 11 | "You Can Never Belong"        | Score                                                           |
| 12 | "I'm Lost"                    | Score                                                           |

## Nhân vật chính
- Lilo, một cô bé 10 tuổi người Hawaii, cha mẹ mất sớm, rất thích múa hula (điệu múa truyền thống của người Hawaii"). Cô bé đã nhặt Stitch về nuôi và dạy cho Stitch trở nên tốt đẹp. Trước khi Stitch đến Trái Đất, Lilo chỉ chơi một mình với con búp bê là Scrump. Lilo thường bị trêu chọc là "đồ quái dị".
- Stitch: Một thí nghiệm của nhà bác học ngoài hành tinh Jumba. Stitch mang số hiệu 626, cũng là thí nghiệm cuối cùng. Jumba tạo ra Stitch để huỷ diệt mọi thứ. Stitch có thể nâng vật nặng hơn mình 3000 lần. Trong loạt phim truyền hình, Stitch yêu thí nghiệm số 624 mang tên Angel (khả năng: có thể hát lên những điệu nhạc làm đối phương phát điên).(có trong bộ phim có Stitch và cô bé mang tên Yunna, hai người là bạn. Ohanna. Stitch rời Trái Đất khi Lilo có bạn trai)
- Jumba: là nhà bác học thiên tài xấu xa ngoài hành tinh. Jumba đã phát minh ra rất nhiều thí nghiệm phục vụ cho chiến tranh. Trong loạt phim truyền hình, các thí nghiệm rơi xuống Trái Đất và đều được Lilo đặt tên, chọn nơi ở thích hợp cho khả năng của mình. Đó đều là anh em họ của Stitch.
- Peakley: Giảng viên đại học ngoài hành tinh, một mắt, ba chân. Cô xuống Trái Đất để nghiên cứu về muỗi. Peakley rất yêu quý Jumba và không thích Stitch.
- Nani: chị ruột của Lilo. Nani có bạn trai là David, một chàng trai khoẻ mạnh người Hawaii.
- Tiến sĩ Hamsterviel: Nhân vật phản diện chính của bộ phim, mang hình dạng một con chuột đồng. Là bạn cùng đại học với Jumba, hắn lừa Jumba vào tù để cướp hết các thí nghiệm của ông. Luôn mang giấc mộng làm chủ thiên hà.
- Gantu: Tay sai đắc lực của Hamsterviel, đầu có hình dạng cá nên thường bị gọi là "đồ đầu cá". Từng là thuyền trưởng của một tàu vũ trụ nhưng bị giáng chức.
- Thí nghiệm số 625 (Reuben): Xuất hiện trong Loạt phim truyền hình và các phim truyện sau đó. Là một trong những anh em họ của Stitch, sống cùng với Gantu trong một tàu vũ trụ ở Trái Đất. Có sức mạnh như Stitch nhưng Reuben chỉ thích làm bánh kẹp.
- Mertle: bạn của Lilo, không ưa Lilo và Stitch vì cho rằng họ lập dị. Cô bé hay đi cùng với ba người bạn và trêu chọc Lilo.

### Nhân vật phụ
- David: bạn trai của Nani
- Bubble: nhân viên công tác xã hội. Trước kia, Bubble là một điệp viên của Trái Đất, đã từng làm việc với sở chỉ huy liên ngân hà.